# Radio RSA
Radio RSA: The Voice of South Africa bzw. in Afrikaans Radio RSA: Die Stem van Suid-Afrika (deutsch Radio RSA: Die Stimme Südafrikas) war ein internationaler Kurzwellen-Hörfunksender aus Südafrika, der ab dem 1. Mai 1966 von der South African Broadcasting Corporation (Suid-Afrikaanse Uitsaaikorporasie) in Johannesburg ausgestrahlt wurde. Der Sendebetrieb wurde 1992 während der Endphase der Apartheid eingestellt. Radio RSA verteidigte mit seinem Programm die Apartheidpolitik und diffamierte die Gegner dieser damaligen Regierungspolitik, beispielsweise den ANC.

## Geschichte
Radio RSA war als Teil der South African Broadcasting Corporation (SABC) bzw. Suid-Afrikaanse Uitsaaikorporasie (SAUK) dem Informationsministerium unterstellt, das nach dem Wahlsieg der National Party 1948 gegründet wurde. Die Aufgabe jenes Ministeriums bestand darin, das Ansehen Südafrikas zu verbessern und der Kritik an der Apartheid gegenzusteuern. Zum Ende der 1970er Jahre wurde aufgrund der Muldergate-Affäre die Kontrolle über Radio RSA dem Außenministerium übertragen. Das jährliche Budget lag damals bei 20 Millionen Rand.
Im Jahre 1976 sendete Radio RSA 36 Stunden in der Woche. Es wurden dabei die Kurzwellensender von Springbok Radio und drei regionalen Sendern verwendet. Das Programm wurde in zwölf Sprachen, darunter Englisch, Afrikaans, Swahili, Französisch, Portugiesisch, Niederländisch und Deutsch ausgestrahlt; ab 1984 nur noch in elf Sprachen.
Als gedrucktes Informationsmedium des Senders, das im zweimonatlichen Turnus erschien, diente das Magazin RSA Calling, das Textbeiträge zu den Programmen auf Englisch, Holländisch, Deutsch, Französisch, Portugiesisch, Swahili und Chichewa enthielt.

### Deutschsprachiges Programm
Für den deutschsprachigen Hörerkreis war Radio RSA durch den Gesang des Bokmakiris im Jingle identifizierbar, gefolgt von der Ansage: „This is Radio RSA, the Voice of South Africa, calling from Johannesburg“, und dann auf Deutsch: „Hier ist Radio RSA, die Stimme Südafrikas, aus Johannesburg“. Etwas vorher war eine erste kürzere Ansage mit den folgenden Worten hörbar: „You are tuned to the German Service of Radio RSA“ (englisch) und unmittelbar danach „Hier ist der deutsche Dienst von Radio RSA“.
Gesendet wurde täglich auf Deutsch von 18:00 bis 18:50 Uhr GMT, zusätzlich jeden Sonntagmorgen von 09:00 bis 09:50 Uhr GMT.
Die Kommunikation mit deutschsprachigen Zuhörenden war eng, regelmäßige Aussendungen des Hörermagazins nach der BRD gang und gäbe: „Bitte benachrichtigen Sie uns von einer eventuellen Adressenänderung“, stand in jedes Magazin eingedruckt.
Die Sendungen vermittelten ein Bild eines Landes, in dem die als Politik der getrennten Entwicklung schöngeredete Ausgrenzung der nicht-weißen Bevölkerungsmehrheit als für die Prosperität des Landes bestmögliches Politikmodell gepriesen wurde.

### Beendigung der Sendertätigkeit
Mit dem Übergang von der Apartheid zur Demokratie wurde der Sender eingestellt. Die letzte deutschsprachige Sendung ging am 30. April 1990 über den Äther, am 30. September 1992 wurde Radio RSA endgültig geschlossen. Als Nachfolger nahm einen Tag später Channel Africa als Auslandsprogramm der Südafrikanischen Rundfunkgesellschaft SABC den Betrieb auf. Heute sendet man auf Kurzwelle, via Satellit und im Internet in sechs Sprachen: Chichewa, Silozi, Swahili, Englisch, Französisch und Portugiesisch.

## Sendeanlagen
Die Studios von Radio RSA befanden sich in Johannesburg, wobei es noch zusätzliche Sendeanlagen (H. F. Verwoerd Transmitting Station) auf der Farm Bloemendal bei Meyerton in der heutigen Provinz Gauteng gab.
Die Kurzwellensender verfügten über eine Leistung von 250 und 500 kW.

## Ehemalige Frequenzen
- 11-Meter-Band: 25.790 kHz
- 13-Meter-Band: 21.535 kHz
- 19-Meter-Band: 15.155 kHz
- 19-Meter-Band: 15.175 kHz
- 19-Meter-Band: 15.185 kHz
- 25-Meter-Band: 11.900 kHz